# Scambus giranus
Scambus giranus är en stekelart som först beskrevs av Jinhaku Sonan 1939.  Scambus giranus ingår i släktet Scambus och familjen brokparasitsteklar. Inga underarter finns listade i Catalogue of Life.